# (39463) Phyleus
(39463) Phyleus (1973 SZ) – planetoida z grupy trojańczyków (obóz grecki) okrążająca Słońce w ciągu 11 lat i 237 dni w średniej odległości 5,14 j.a. Została odkryta 19 września 1973 roku.